# ساتبی، لینکلن‌شر
ساتبی (به انگلیسی: Sotby) یک روستا و محله مدنی در بریتانیا است که در لیندسی شرقی واقع شده‌است. ساتبی ۶۲ نفر جمعیت دارد.